# Retable de Saluces
 (octobre 2016).
Le retable dit « de Saluces » est un chef-d’œuvre d’art religieux, dû à l’habileté de multiples intervenants. Il présente de magnifiques scènes sculptées en bois polychrome et doré ainsi que d’intéressantes peintures à l’huile sur panneau de bois. Il a été réalisé à Bruxelles vers 1500-1510 à la demande de Gerolamo Pensa (naturalisé Jérôme Panse en 1481 par lettre de Louis XI) pour sa demeure de Lyon où il vécut et créa(avec son frère Bernardin) une activité de négoce avec les Flandres. Il appartenait à la famille aristocratique italienne des Pensa di Mondovi. En 1580 (après  la faillite de la Maison Panse de Lyon), le retable regagna l'Italie et fût installé dans la chapelle familiale des Pensa de la cathédrale de Mondovi (Piémont) avant d'être  transféré au 18e siècle dans leur demeure de Saluces (Saluzzo en italien). Cette dernière localisation explique le nom courant sous lequel ce retable est aujourd’hui connu.

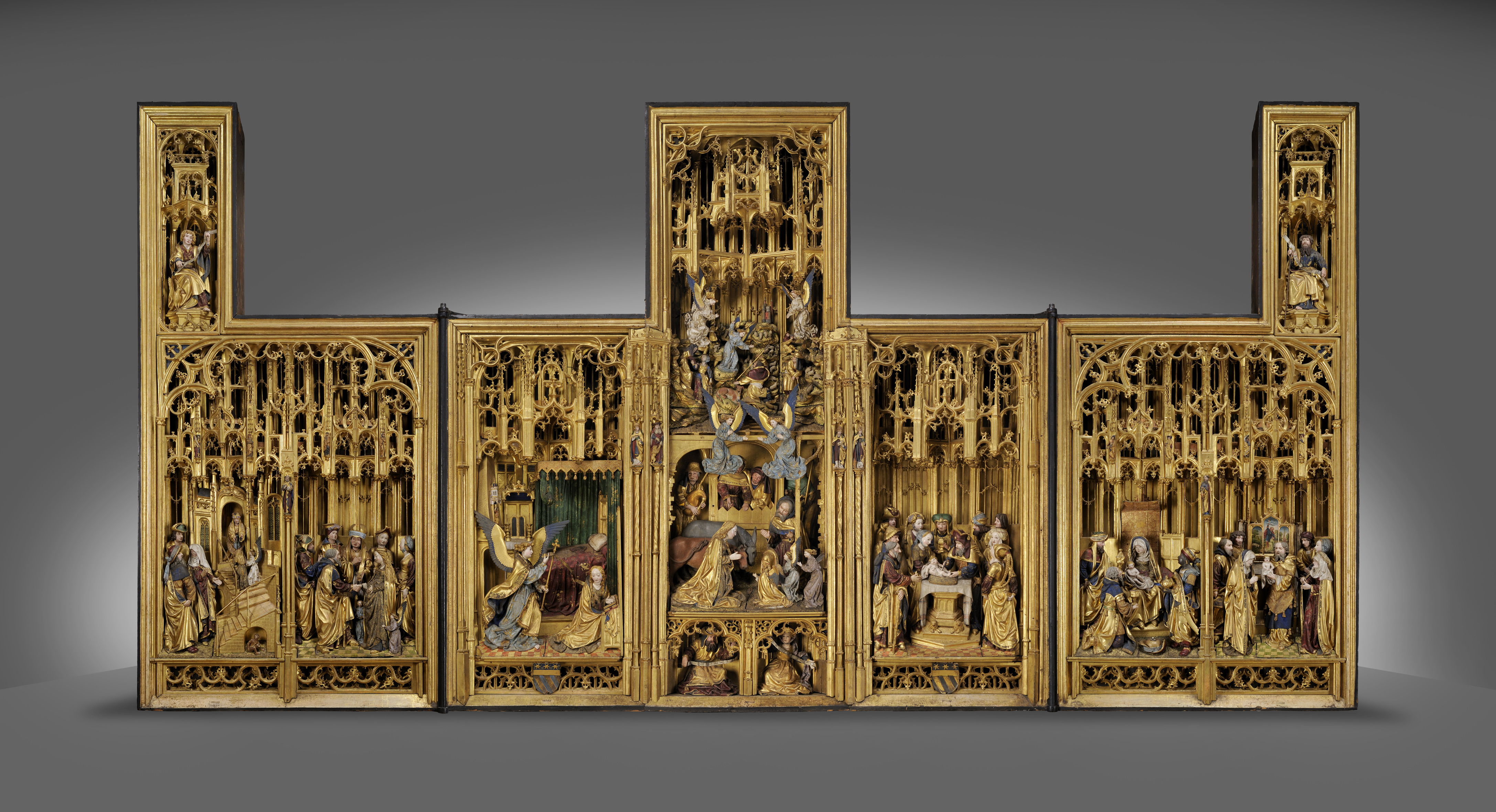
Retable de Saluces. Totalement ouvert : partie sculptée. Histoire de Marie et de l'Enfant Jésus.

## Histoire
Le retable est vendu en 1891 au duc de Dino à qui la Ville de Bruxelles le rachète en 1894 par l’intermédiaire d’un antiquaire parisien. Il est alors exposé à l’Hôtel de Ville. C’est à ce moment qu’un voleur dérobe le petit enfant Jésus présent dans la scène centrale figurant la Nativité. Seule reste visible aujourd’hui l’attache qui maintenait cette petite pièce sculptée. 
Le retable de Saluces est conservé depuis 1910 au musée de la Ville de Bruxelles qui occupe, sur la Grand-Place de Bruxelles, le bâtiment de la Maison du Roi. 

## Œuvre

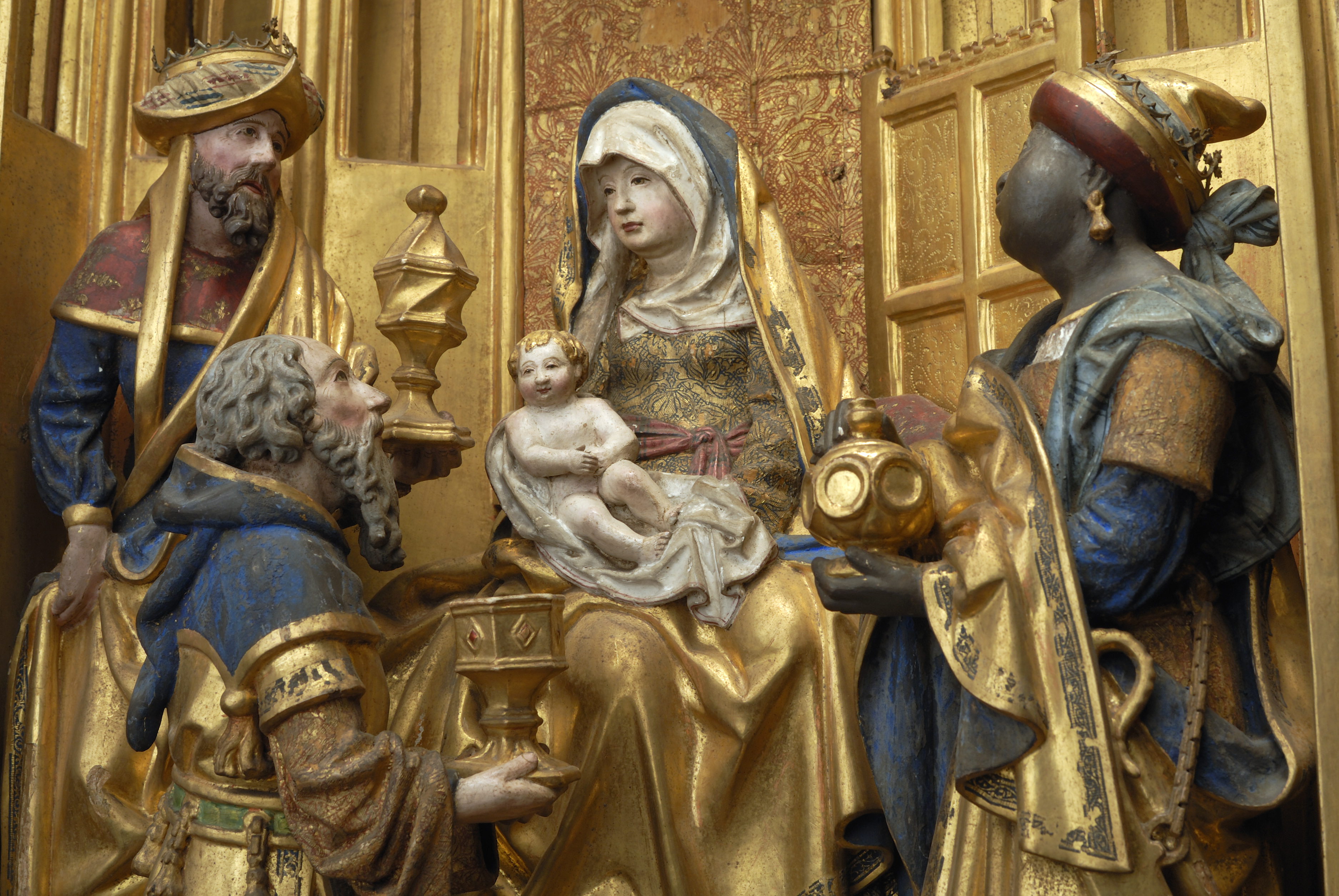
Détail : adoration des rois mages.

Le retable de Saluces est le fruit d’une étroite collaboration entre de nombreux artistes et artisans, qui tous mettent leur savoir-faire au service d’un projet commun. Seule cette complémentarité permet d’atteindre au sublime, qui dépasse les individualités. Les techniques se mêlent dans un tout harmonieux :  menuiserie, peinture, sculpture, éléments moulés, polychromie, dorure, argent poli, poinçonnage. Tout est important car tout s’inscrit dans un ensemble unique. Le retable a gardé tout le chatoiement de ses couleurs et de ses dorures. La polychromie est admirablement bien conservée, il n’y a quasi pas eu de retouches.

### Composition
Alors que la plupart des retables brabançons disposent d’une seule paire de volets, le retable de Saluces est doté d’une paire supplémentaire, ce qui lui permet de se présenter aux yeux des spectateurs de trois façons très différentes en fonction du calendrier liturgique.  

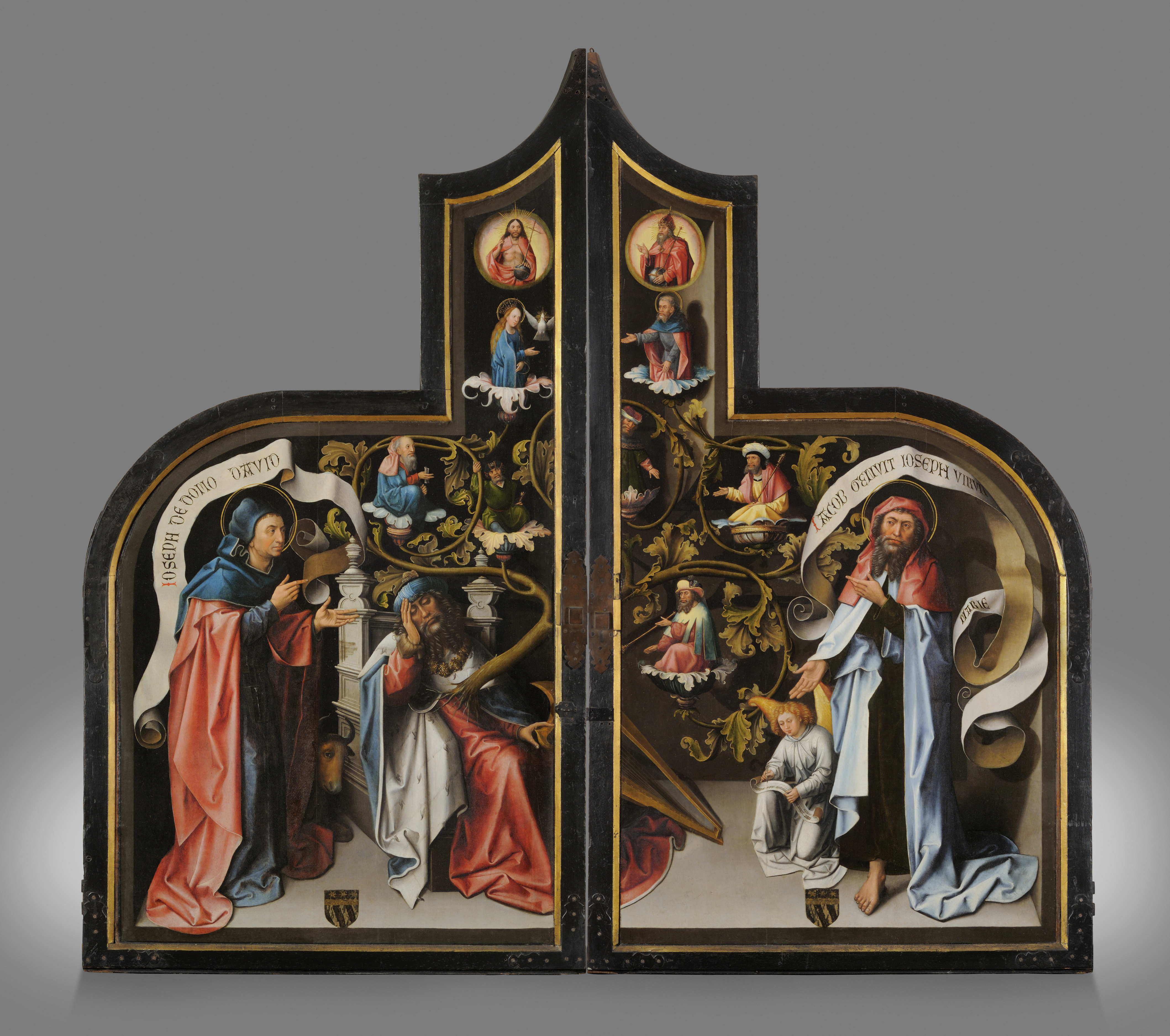
Retable de Saluces fermé. Arbre de Jessé

En l’absence de cérémonie, le retable présente deux panneaux peints juxtaposés formant ensemble une grande composition sur le thème de l’arbre de Jessé, faisant remonter l’ascendance de Marie et de Joseph au roi David.  
Ouvert une première fois lors des célébrations religieuses ordinaires, il déploie quatre panneaux peints qu’on lit de gauche à droite et qui illustrent les grands épisodes de l’histoire de Joseph de sa naissance à sa mort.  Il ne s’agit plus ici d’une composition monumentale unique, mais de scènes diverses descriptives qui s’imbriquent adroitement dans les différents panneaux.   
Ouvert une deuxième fois lors des grandes fêtes de l’année liturgique, le retable se présente sous la forme d’un meuble en bois compartimenté dans lequel sont intégrées des scènes sculptées, peintes et dorées qui racontent des moments importants de la vie de Marie, avec comme thème central la Nativité.  

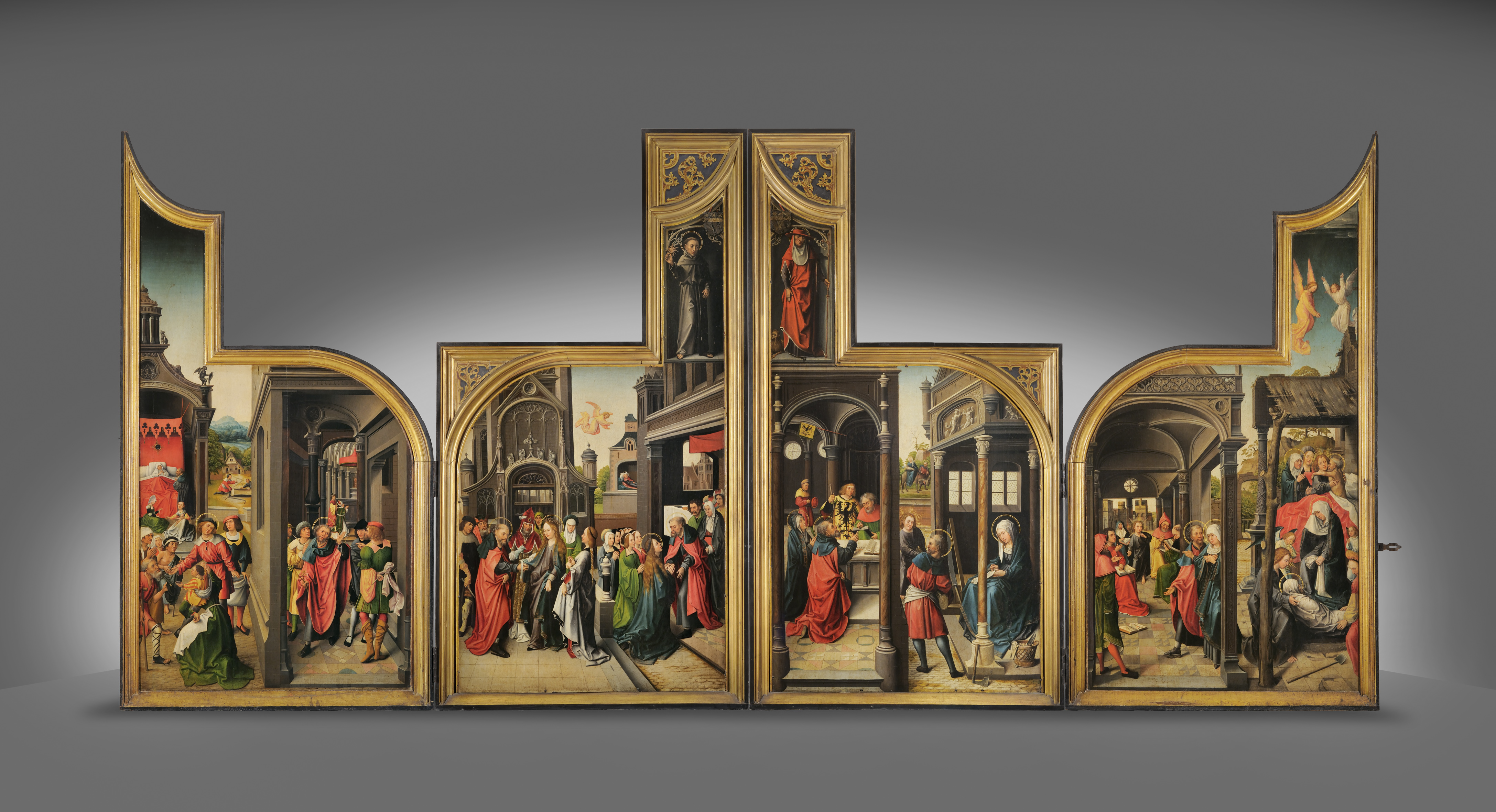
Retable de Saluces. Ouvert une première fois. Histoire de Joseph.

Les différentes apparences du retable correspondent à un chemin initiatique qui met en exergue la sainte famille tout en nous amenant au mystère de la naissance du Christ et à la rencontre avec le divin . 

## Exécution
Les panneaux peints sont fort probablement dus à Valentin van Orley, père du célèbre Bernard van Orley, et à son atelier. Bien que n’atteignant pas la maîtrise de son illustre prédécesseur, Rogier van der Weyden, le peintre nous surprend néanmoins par le réalisme apporté aux scènes qu’il situe dans le contexte de vie quotidienne de son époque ainsi que par la profondeur de ses coloris et son sens minutieux du détail. Cela est très perceptible dans les parures ou les accessoires mais surtout dans le rendu des figures humaines, telles celles des mendiants ou encore de la Vierge sur le visage de laquelle coule une larme alors que son mari est enseveli.    
Les scènes sculptées sont dues à un des ateliers de l’illustre famille Borreman. Leur composition en arc de cercle permet de donner une impression de profondeur. La qualité de la sculpture est remarquable. L’apport de la couleur ne se limite pas à apporter de la vivacité mais permet également de finir certains visages (pupilles, sourcils, rose des joues…) pour plus de réalité. Le sens du détail est surprenant. Le retable de Saluces regorge de détails prodigieux (figures humaines, animaux, décors…). Et l’éclat de l’or, mat ou poli, associé pour les fidèles à la lumière divine, rehausse encore son attrait.